# قصر دقلديانوس
قصر دقلديانوس (بالكرواتية: Dioklecijanova palača)‏ ، تلفظ [diɔklɛt͡sijǎːnɔʋa pǎlat͡ʃa] ) هو قصر قديم بُني للإمبراطور الروماني دقلديانوس في مطلع القرن الرابع الميلادي ، يشكل اليوم حوالي نصف مدينة سبليت القديمة في كرواتيا . بينما يشار إليه على أنه «قصر» بسبب استخدامه المعروف تاريخيا كمقر إقامة للإمبراطور دقلديانوس، يمكن أن يكون الاسم مضللًا لأن هيكل القصر ضخم ويشبه إلى حد كبير حصنًا كبيرًا. حوالي نصفه كان للاستخدام الشخصي لـ دقلديانوس، و الباقي يضم الحامية العسكرية.
بُني القصر على شبه جزيرة على بعد ستة كيلومترات جنوب غرب مدينة سالونا (عاصمة مقاطعة دالماتيا الرومانية) وهي إحدى أكبر مدن الإمبراطورية المتأخرة التي بلغ عدد سكانها 60.000 نسمة بالإضافة إلى أنها مسقط رأس الإمبراطور دقلديانوس. التضاريس المحيطة بمدينة سالونا تنحدر بشكل طفيف باتجاه البحر وهي كارستية نموذجية ، تتكون التضاريس من تلال منخفضة من الحجر الجيري تمتد من الشرق إلى الغرب مع وجود طبقات من الطين الجيري في الشقوق بينهما. تعتبر بقايا القصر اليوم جزءًا من الطراز المعماري التاريخي لمدينة سبليت ، والتي أدرجتها اليونسكو في عام 1979 كموقع للتراث العالمي.